# Ordre de l'Inter-être
L' Ordre de l'Inter-être ( vietnamien : Tiếp Hiện  , anglicisé Tiep Hien) est une communauté bouddhiste internationale de moines, nonnes et laïcs de la tradition du Village des Pruniers fondée entre 1964 et 1966 par le moine bouddhiste vietnamien Thích Nhất Hạnh,.
Initialement, Nhất Hạnh a créé l'Ordre de l'Inter-être à partir d'une sélection de six membres du conseil d'administration de la School for Youth and Social Services (École de la jeunesse et des services sociaux), trois hommes et trois femmes. Les premiers membres ont été ordonnés en février 1966 et ont juré d'étudier et de pratiquer les quatorze préceptes du bouddhisme engagé. En 1981, Nguyen Anh Huong, microbiologiste et professeur de méditation laïque, est devenu le septième membre de l'Ordre. En 2020, l'Ordre de l'Inter-être comptait plus d'un millier de membres principaux.
Tiếp Hiện (接現) est un terme sino-vietnamien. Le terme, antérieur à l'utilisation par l'Ordre de l'Inter-être, existe en vietnamien, mais n'est pas d'usage courant. Tiếp signifie « être en contact avec » et « continuer » et Hiện signifie « réaliser » ou « réussir ici et maintenant ». La traduction par "Inter-être" est une invention de Nhất Hạnh pour représenter les principes bouddhistes de l'anatta, du pratītyasamutpāda et la compréhension de la śūnyatā dans le courant Madhyamaka. L'ordre est constitué de membres de la «Quadruple Sangha », c'est-à-dire à la fois de  religieuses, de moines et d'hommes et de femmes laïcs. Tous s'engagent à pratiquer les quatorze entrainements à la pleine conscience,,.

## Chronologie
1926
- Le 11 octobre - Naissance de Thich Nhat Hanh (nom de naissance : Nguyễn Xuân Bảo) à Thừa Thiên, au Viet nam)

1938
- Naissance de Chân Không (né Cao Ngoc Phuong à Bến Tre, au Viet nam)

1942
- Thich Nhat Hanh commence sa formation dans le temple de Từ Hiếu en tant que śrāmaṇera.

1948
- Thich Nhat Hanh est diplômé de l'Académie bouddhiste de la pagode Báo Quốc.

1949
- Thich Nhat Hanh est ordonné moine bouddhiste.

1950
- Thich Nhat Hanh  cofonde le temple An Quang à Saigon, au Viet nam.

195_
- Thich Nhat Hanh fonde le centre de méditation Phuong Boi (feuilles de palmier parfumées) dans les hauts plateaux du Viet nam.

1956
- Thich Nhat Hanh est nommé rédacteur en chef de la revue « Bouddhisme vietnamien », périodique de l'Association bouddhiste du Vietnam unifié.

1958
- Chân Không s'inscrit à l'Université de Saigon pour étudier la biologie.

1960
- Thich Nhat Hanh part aux États-Unis pour étudier les religions comparées à l'Université de Columbia et à l'Université de Princeton.

1961
- Thich Nhat Hanh enseigne à l'Université de Columbia et à l'Université de Princeton.

1963
- Thich Nhat Hanh retourne au Vietnam.
- Sœur Chân Không part à Paris, en France pour terminer ses études de biologie.

1964
- Thich Nhat Hanh crée le temple Zen de Vạn Hạnh, la maison d'édition La Boi Book Publisher et la School for Youth and Social Service (SYSS)
- Chân Không retourne au Vietnam pour travailler avec la SYSS.
- L'Ordre de l'Inter-Être est établi[1].

1965
- Thich Nhat Hanh écrit « In Search of The Enemy of Man », une lettre à Martin Luther King l'exhortant de s'opposer publiquement à la guerre du Viet nam.

1966
- Le 5 février – les premiers membres de l'ordre : les « Six Cèdres », sont ordonnés dans l'Ordre de l'Inter-être[5]. Parmi eux figurent Chân Không et Nhat Chi Mai. Cette dernière s'immolera un an plus tard en signe de protestation contre la guerre du Viet nam[10].
- Le 1er mai - Thich Nhat Hanh reçoit la transmission de la lampe au temple de Từ Hiếu de Maître Chân Thật, faisant de lui un Dharmacharya (enseignant du Dharma). Il retourne aux États-Unis pour diriger un symposium à l'Université Cornell. Là-bas, il s'adresse à de nombreux groupes et dirigeants, dont Robert McNamara et Martin Luther King, appelant à la paix au Vietnam.
- Sœur Chân Không est nommée directrice des opérations de la SYSS. Le contrôle de l'Université de Van Hanh est repris par le vice-chancelier qui rompt les liens avec la SYSS, qualifiant sœur Chân Không de communiste. La SYSS continue cependant de travailler malgré le harcèlement et le meurtre de plusieurs de ses membres.

1967
- Thich Nhat Hanh est nommé pour le prix Nobel de la paix par Martin Luther King. La même année, il est exilé du Vietnam par le gouvernement vietnamien de l'époque. Il obtient cependant le droit d'asile en France.
- En mai – soeur Nhat Chi Mai, l'une des « Six Cèdres », s'immole pour la paix[11],[12].

1969
- Thich Nhat Hanh dirige la délégation bouddhiste pour la paix. Sœur Chân Không le rejoint en France pour assister la délégation bouddhiste pour la paix : elle est alors considérée comme une ennemie du gouvernement vietnamien et également exilée.
- Thich Nhat Hanh fonde l'Église bouddhiste unifiée en France. Il donne une conférence à la Sorbonne à Paris.

1973
- Les accords de paix de Paris sont signés. Thich Nhat Hanh n'est pas autorisé à rentrer au Vietnam par le gouvernement communiste nouvellement formé.

1975
- Thich Nhat Hanh et Chân Không forment le Centre de Méditation "Sweet potatoes" en France.

1976-77
- Thich Nhat Hanh et Chân Không mènent des efforts conjoints pour sauver les boat people vietnamiens.

1982
- Le monastère du Village des Pruniers est fondé par Thich Nhat Hanh et Chân Không en Dordogne.

1987
- Thich Nhat Hanh ordonne les premiers membres nord-américains de l'Ordre de l'Inter-être au Camp les Sommets (Cantons-de-l'Est, Québec, Canada).

1988
- Chân Không est ordonnée par Thich Nhat Hanh comme religieuse au Pic du Vautour en Inde.

1990
- Annabel Laity (Vraie Vertu) est ordonnée Dharmacharya et devient directrice de la pratique du Village des Pruniers.

1992
- La première conférence de l'Ordre international de l'inter-être a lieu. Elle établit la Charte de l'Ordre de l'Inter-Être, élit un Conseil Exécutif et établi que des réunions de l'Assemblée auront lieu régulièrement pour réviser et amender la Charte. Elle est également à l'origine d'un Conseil des aînés et d'un Conseil des jeunes pour s'appuyer sur l'expérience des membres en matière de gouvernance et d'orientation.

1997
- Le monastère de Maple Forest est fondé au Vermont.

1998
- Une filiale de l'Église bouddhiste unifiée est fondée aux États-Unis. Annabel Laity nommée à sa tête.
- Création du Centre du Dharma de Green Mountain. Annabel Laity est aussi nommée Abbesse du monastère de Maple Forest et du Green Mountain Dharma Center.

2000
- En juin, Thich Nhat Hanh participe à la rédaction du Manifeste 2000 qui comprend six engagements pour promouvoir une culture de paix et de non-violence dans le monde. Il a été signé par les lauréats du prix Nobel de la paix.
- Le monastère de Deer Park est fondé en Californie près d'Escondido.

2001
- Le 21 septembre : Thich Nhat Hanh commence un jeûne pour la paix et en mémoire de ceux qui sont morts lors des attentats du 11 septembre.
- Le 25 septembre : il prononce un discours à l'église Riverside de New York, exhortant le peuple et le gouvernement américains à réfléchir avant de réagir aux événements du 11 septembre et à rechercher une solution pacifique.

2003
- En septembre :Thich Nhat Hanh donne une conférence à la Bibliothèque du Congrès.

2005
- Du 12 janvier au 11 avril : Thich Nhat Hanh retourne au Vietnam pour visiter des temples bouddhistes et enseigner. Il est autorisé à publier un nombre limité de ses livres en vietnamien. 100 membres monastiques et 90 membres laïques de l'Ordre l'accompagnent.
- Deux temples sont rétablis au Vietnam avec TNH comme chef spirituel : le temple Tu Hieu et le temple Prajña.
- En août : il consacre le monastère de Magnolia Grove comme centre de l'Ordre de l'Inter-être dans le Mississippi.
- Le 9 octobre, Thich Nhat Hanh et les membres de l'Ordre de l'Inter-être mènent la marche “Peace is Every Step” (La paix est dans chaque pas) au parc MacArthur à Los Angeles, en Californie.

2006 
- Le 22 mai : Le livre Old Path White Clouds de Thich Nhat Hanh est sélectionné pour le film Buddha qui sera produit par MCorpGlobal. TNH fait une apparition au Festival de Cannes pour promouvoir le projet.
- Le 11 septembre, il fait une apparition à Los Angeles pour promouvoir le film. Le Dalaï Lama a approuvé le projet lors d'un déjeuner auquel ont participé de nombreux acteurs hollywoodiens.
- Le 7 octobre : Thich Nhat Hanh s'adresse à l'UNESCO, appelant à des mesures spécifiques pour inverser le cycle de la violence, de la guerre et du réchauffement climatique. Il appelle à observer une journée hebdomadaire sans voiture qui sera promue à l'échelle mondiale.
- Le 11 octobre : Il fête ses 80 ans.

2007
- Du 20 février au 9 mai : Thich Nhat Hanh retourne au Vietnam pour diriger les cérémonies du « Grand Requiem pour prier » afin d'aider à panser les blessures de la guerre du Vietnam.
- Du 20 au 31 mai : il visite la Thaïlande, donnant des conférences sur le Dharma et une retraite de 5 jours.
- En Mai : Création du monastère de Blue Cliff. Le monastère de Maple Forest et le centre du Dharma de Green Mountain ferment et déménagent vers le nouvel emplacement en tant qu'extension du Village des Pruniers.

2008
- En août - L'Institut européen de bouddhisme appliqué est créé à Waldbröl, en Allemagne, par des membres du Village des Pruniers et de l'Ordre de l'Inter-être.

2010
- En juin - L'Institut asiatique du bouddhisme appliqué est créé à Hong Kong.
- En novembre – Thich Nhat Hanh donne une retraite de 3 jours à Hong Kong.

2013
- En mai : Thich Nhat Hanh visite Hong Kong et donne une retraite de quatre jours, culminant par une conférence au Colisée de Hong Kong.
- En septembre : il donne une conférence au siège de Google en Californie.

2014
- En mars : L'Université de Hong Kong décerne à Thich Nhat Hanh un doctorat honorifique en reconnaissance de sa contribution pour la paix mondiale et pour l'humanité.

2015
- En octobre - Thich Nhat Hanh reçoit la récompensePacem in Terris pour la paix et la liberté, un prix catholique pour la paix.

2022
- Le 22 janvier - Décès de Thầy Thich Nhat Hanh à l'âge de 95 ans dans sa résidence du temple Từ Hiếu à Huế, au Viet nam[13],[14].